# Biserica de lemn din Băiașu

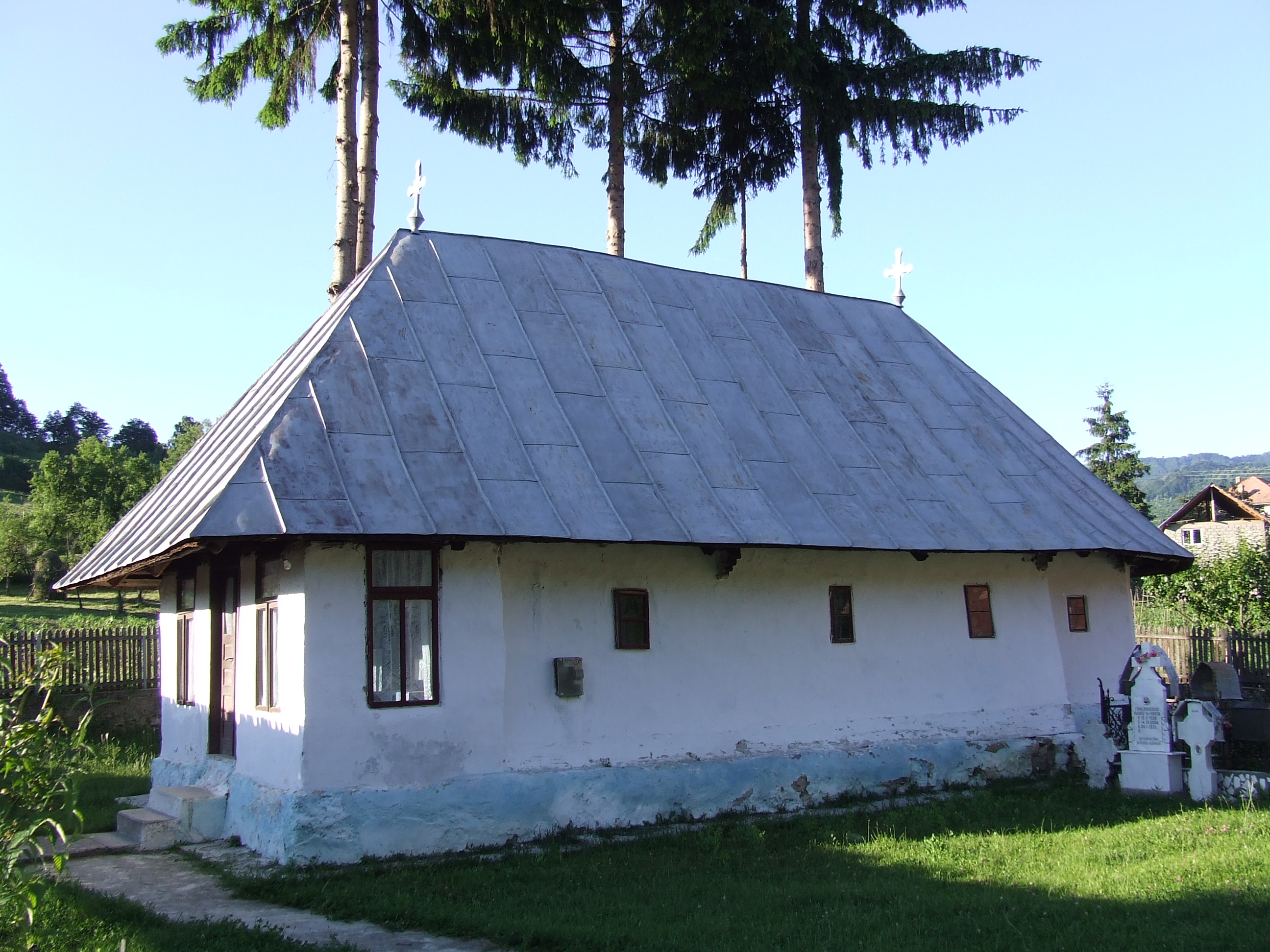
Biserica de lemn din Băiașu, foto: 2009

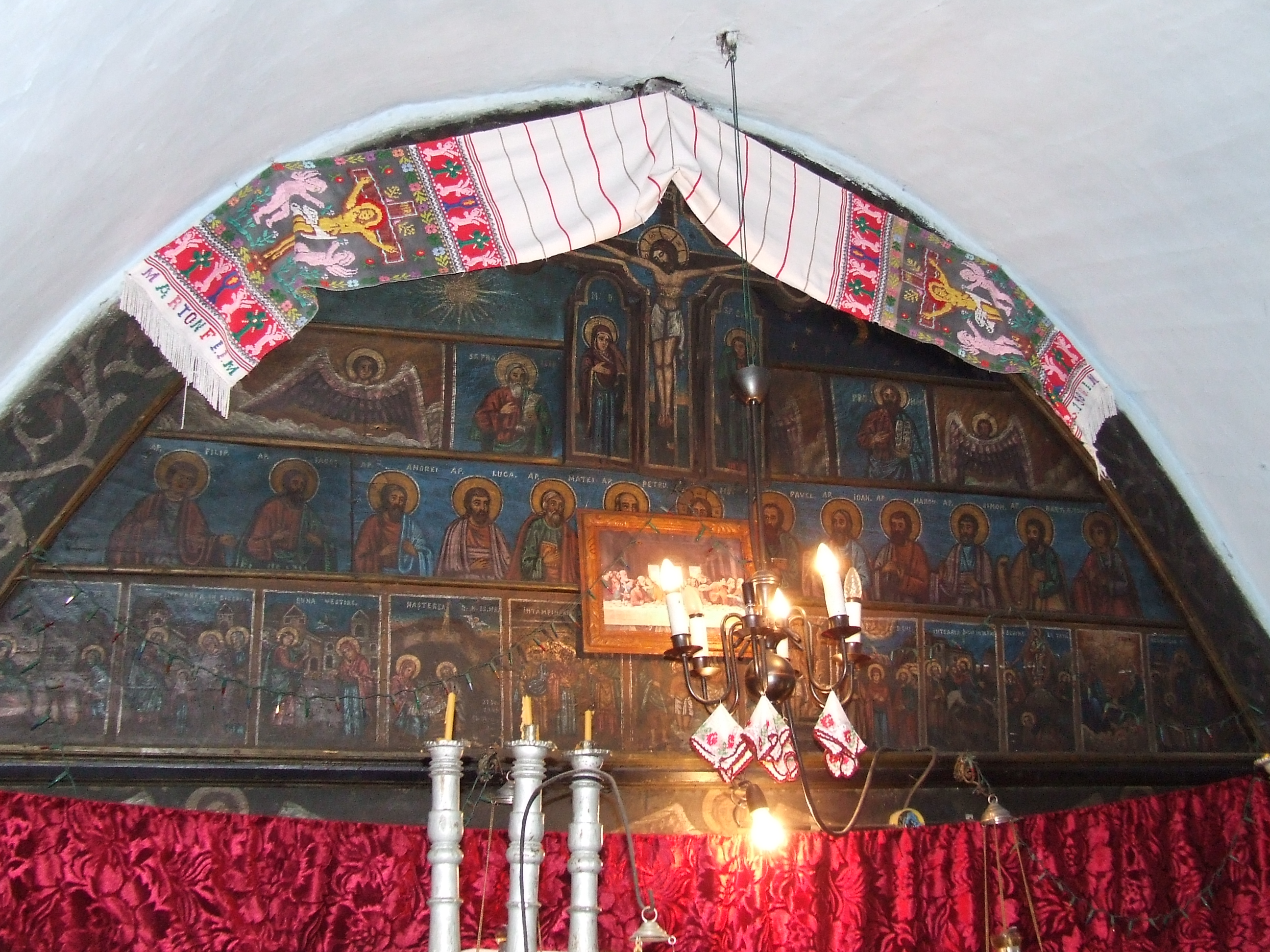
Tâmpla bisericii de lemn din Băiașu. Foto: 2009

Biserica de lemn din Băiașu, cu hramul Sfântul Dumitru, este un monument istoric din județul Vâlcea, cod LMI VL-II-m-B-09642.